# Mulțimea lui Cantor

Ilustrarea primilor şase paşi ai operaţiei de construire a mulţimii Cantor

Mulțimea lui Cantor (sau discontinuul lui Cantor sau praful lui Cantor) este un concept în cadrul topologiei atribuit matematicianului Georg Cantor.

## Construire

Mulțimea lui Cantor în spațiul bidimensional 2D.

Fie, pe mulțimea numerelor reale {\displaystyle \mathbb {R} }, intervalul închis {\displaystyle [0,1]\,}.
Din acest interval se exclude treimea din mijloc, adică {\displaystyle \left({\frac {1}{3}},{\frac {2}{3}}\right)}. Rămân intervalele:

{\displaystyle \left[0,{\frac {1}{3}}\right]} și {\displaystyle \left[{\frac {2}{3}},1\right]}.
Și din acestea se exclude "treimea centrală", ș.a.m.d.
Astfel e definit șirul de mulțimi:
{\displaystyle A_{0}=[0,1]\,}
{\displaystyle A_{1}=[0,{\frac {1}{3}}]\cup [{\frac {2}{3}},1]}
{\displaystyle A_{2}=[0,{\frac {1}{9}}]\cup [{\frac {2}{9}},{\frac {1}{3}}]\cup [{\frac {2}{3}},{\frac {7}{9}}]\cup [{\frac {8}{9}},1]}
Atunci mulțimea lui Cantor este:
{\displaystyle K=\lim _{n\to \infty }A_{n}=\bigcap _{n\in \mathbb {N} }A_{n}} .

## Proprietăți

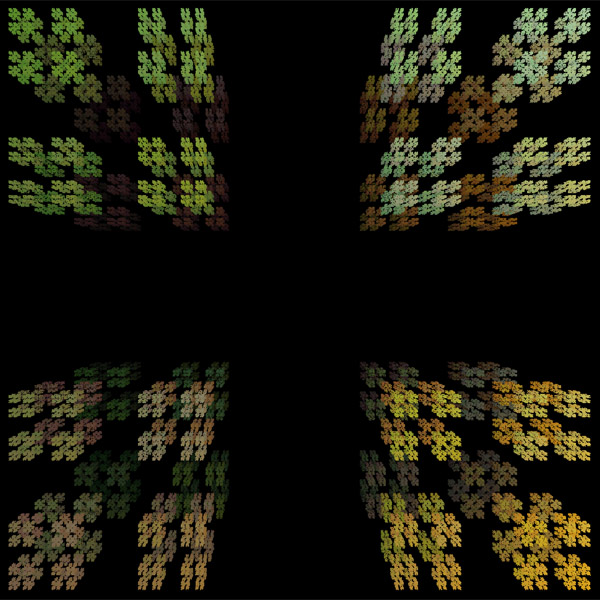
Mulţimea lui Cantor în spațiul tridimensional 3D.

Suma lungimilor intervalelor înlăturate din intervalul unitate este:
{\displaystyle \sum _{n=0}^{\infty }{\frac {2^{n}}{3^{n+1}}}={\frac {1}{3}}+{\frac {2}{9}}+{\frac {4}{27}}+{\frac {8}{81}}+\cdots ={\frac {1}{3}}\left({\frac {1}{1-{\frac {2}{3}}}}\right)=1}.
Așadar, mulțimea lui Cantor are următoarele proprietăți:
- Nu are nici un punct de acumulare, deci nu este densă în niciun punct.

- Are măsura Lebesgue nulă.

- Dimensiunea Hausdorff a mulțimii nu este număr întreg, deci mulțimea lui Cantor este un fractal.

- Este echipotentă cu mulțimea numerelor reale {\displaystyle \mathbb {R} }.